# Greenwashing

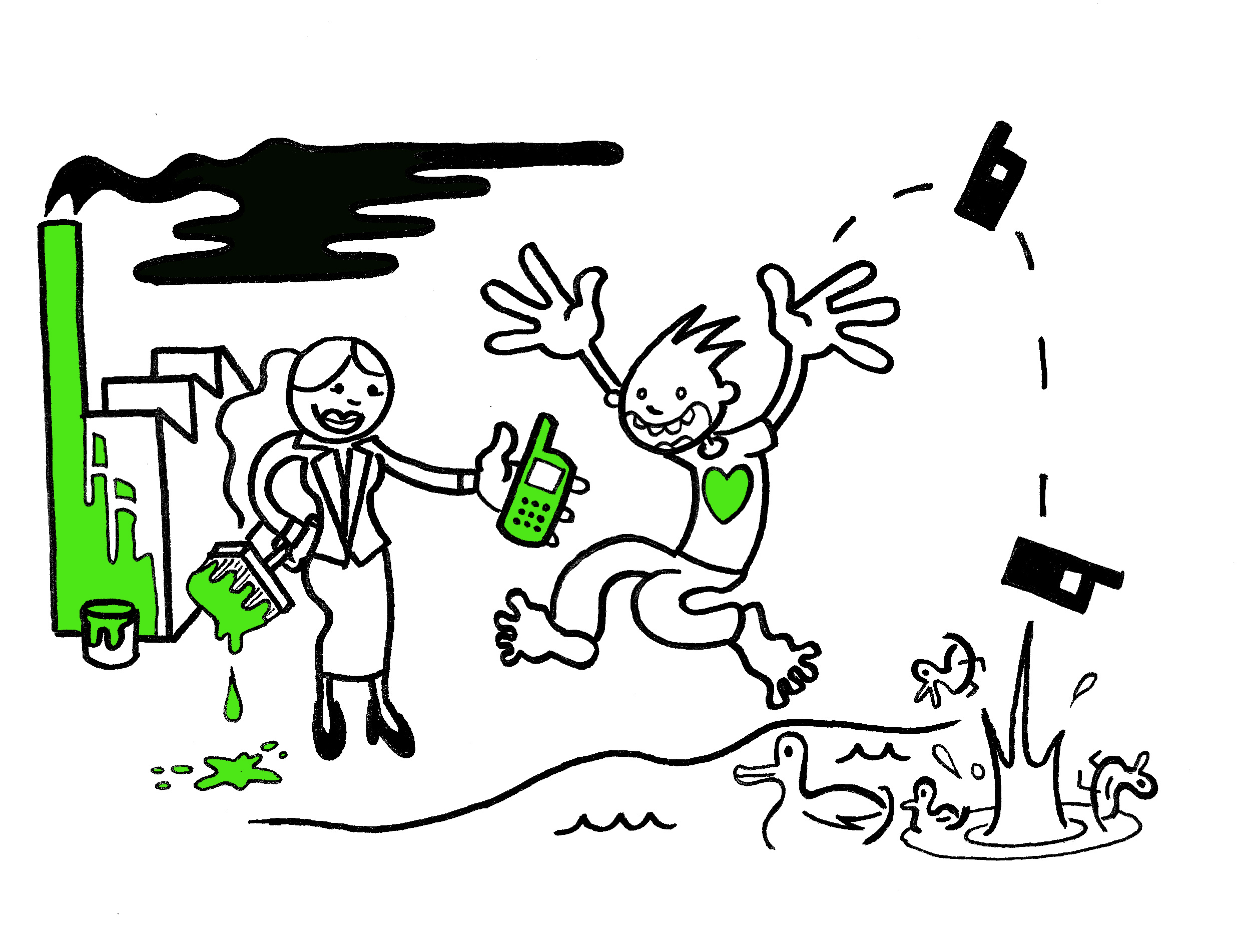
Rappresentazione grafica del concetto di greenwashing. Il consumatore in questo caso è incoraggiato ad acquistare un prodotto che è spacciato per "ecologico" (dipingendolo metaforicamente di verde) e allo stesso tempo scarica i vecchi prodotti nell'ambiente (equivalenti a quello dipinto di "verde"), producendo così un effetto negativo per l'ambiente (inquinamento, spreco di risorse).

Il greenwashing (neologismo inglese che generalmente viene tradotto come ecologismo di facciata o ambientalismo di facciata) indica la strategia di comunicazione di certe imprese, organizzazioni o istituzioni politiche finalizzata a costruire un'immagine di sé ingannevolmente positiva sotto il profilo dell'impatto ambientale, allo scopo di distogliere l'attenzione dell'opinione pubblica dagli effetti negativi per l'ambiente  delle loro attività o prodotti. Questa strategia iniziò a svilupparsi a partire dagli anni settanta.

## Storia
Il termine è una sincrasi delle parole inglesi "green" (verde, colore simbolo dell'ecologismo) e "washing" (lavare), che richiama il verbo "to whitewash" (in senso proprio "imbiancare, dare la calce", e quindi per estensione "coprire", "nascondere"). Letteralmente significherebbe "inverdire", "dare una mano di verde", nel senso di darsi una patina di credibilità ambientale.
Già negli anni sessanta, tuttavia, con il primo timido affacciarsi del tema ecologico nel dibattito pubblico, alcune imprese vollero darsi un'ingannevole immagine più "verde": una pratica che l'esperto pubblicitario Jerry Mander definì "ecopornografia". Ma è soprattutto a partire dagli anni novanta che si intensificò il ricorso delle imprese al greenwashing, alimentato dalla crescente attenzione dei consumatori alla tutela dell'ambiente, nonché dall'incidenza dell'impatto ambientale sulle decisioni di acquisto o consumo. Una tendenza simile riguardò anche le organizzazioni politiche, alle prese con un'accresciuta sensibilità dei cittadini alle scelte di sviluppo sostenibile.
Il greenwashing è stato definito:
(Valentina Furlanetto, L'industria della carità, p. 156)
Malgrado esistano molte definizioni di greenwashing, secondo un articolo pubblicato nel 2015,
(Peter Selene, Lucia Gatti - Greenwashing Revisited: In Search of a Typology and Accusation-Based Definition Incorporating Legitimacy Strategies, p. 10)
Nel 2024 il Parlamento europeo ha approvato una direttiva che vieta particolari azioni di greenwashing, in particolare l'apposizione sui prodotti, in assenza di prove, di dichiarazioni "ambientali" poco chiare e ingannevoli, come "rispettoso dell'ambiente", "rispettoso degli animali", "verde", "naturale", "biodegradabile", "a impatto climatico zero", "eco" e altre dichiarazioni similari.

## Greenmarketing contro greenwashing
Ciò che differenzia il green marketing, o marketing verde, dal greenwashing è il presupposto su cui si fondano le due strategie di comunicazione, o di marketing. Le aziende che ricorrono al marketing verde si dichiarano socialmente responsabili del ciclo di vita dei loro prodotti, che vengono generalmente presentati come preferibili ad altri presenti sul mercato in termini di impatto ambientale e sostenibilità.
Un fattore che definisce la strategia del marketing verde è la verificabilità dell'effettivo basso impatto ambientale del prodotto: le aziende si impegnano a modificare ogni aspetto della produzione in funzione di un reale riscontro ecologico, rivoluzionando così tutti gli aspetti che riguardano il ciclo di vita dei prodotti: il monitoraggio e l'analisi del ciclo, la catena di produzione, gli imballaggi, le emissioni, la comunicazione e le strategia aziendale stessa.
Quanto agli aspetti legati alla comunicazione interna ed esterna, le aziende che adottano la strategia del marketing verde propongono dei claim e delle strategie di comunicazione veritiere e trasparenti, che riflettono attraverso dati reali l'effettivo impatto che i prodotti hanno sull'ambiente, dalla produzione al trasporto, al consumo, fino alla gestione dei rifiuti.
Per greenwashing si intende, invece, la strategia il cui presupposto è quello di ingannare utilizzando pubblicità e comunicazione aziendale con riferimenti all’ecologia e alla sostenibilità per occultare il reale impatto ambientale negativo del prodotto. La leva si fa principalmente sulla percezione del consumatore, il quale viene ingannato attraverso claim e slogan non trasparenti, volti a costruire un'immagine ambientale dell'azienda che non corrisponde alla realtà.
A differenza delle aziende che usano il green marketing, quelle che adottano la strategia del greenwashing tendono ad ingrandire, qualora ce ne siano stati, gli sforzi compiuti per diminuire l'impatto ambientale, proponendo tramite pubblicità e comunicazione un'idea di sostenibilità che non sussiste nella produzione e nella missione dell'azienda.
Nel Regno Unito è diffusa la particolare consapevolezza del fatto che il greenwashing non è legato ad intenti disonesti quanto piuttosto all’ignoranza e alla negligenza delle aziende. A tal proposito l'agenzia di comunicazione "Futerra Sustainability Communications" ha creato una guida al Greenwash per ricordare i principali pericoli presenti soprattutto nelle campagne ambientali.
Anche la società americana di marketing ambientale TerraChoice Environmental Marketing Inc, dopo aver condotto diverse ricerche, ha elaborato una lista dei cosiddetti "peccati da greenwash":
- Nascondere la verità: è una strategia comunicativa volta a descrivere un prodotto come green basandosi su una singola caratteristica e ignorando gli aspetti più critici dal punto di vista ambientale. Formalmente non si diffonde di un messaggio falso, ma di fatto in questo modo si presentano come ecologici prodotti che invece non lo sono.
- Non dimostrare: consiste nel dichiarare caratteristiche che non sono accompagnate da sufficienti informazioni o da certificati rilasciati effettivamente da terze parti.
- Vaghezza: è l'uso di affermazioni imprecise, poco chiare, che possono facilmente generare equivoci e malintesi.
- False etichette: le parole o le immagini di un certo prodotto danno l'impressione che sia certificato da terzi, mentre in realtà non esiste alcuna certificazione.[15]
- Irrilevanza: si enfatizzano caratteristiche green che in realtà sono inutili e non rilevanti ai fini di una scelta consapevole.
- Scegliere il minore tra due mali: non si tratta di fornire informazioni false ma di vantare una caratteristica del prodotto che non risolve l'impatto ambientale (per esempio, il tabacco biologico).
- Mentire: si ricorre ad un'affermazione falsa, ad esempio, quando un prodotto viene etichettato "Energy Star" (marchio di conformità creato dalla Agenzia statunitense per la protezione dell'ambiente) senza essere stato effettivamente certificato per mostrare tale marchio.

## Management
Il concetto del greenwashing è da considerare in un'ottica non solo di prodotto e di marketing, ma più ampia e articolata. Nell'economia aziendale e nel ramo dell'economia che si occupa di management la pratica di diffondere informazioni e dati ambientali ingannevoli ha una notevole importanza, soprattutto per gli effetti e le conseguenze sulle aziende stesse, sui consumatori e sugli stakeholder in genere. Se nel marketing ci si focalizza sulle comunicazioni di prodotto e in particolar modo su messaggi pubblicitari e sull'etichettatura e packaging, gli studi economici analizzano le motivazioni, i driver, le caratteristiche e i tipi di comunicazioni ingannevoli.
Uno studio italiano del 2019, pubblicato su un'importante rivista internazionale, ha identificato quattro tipi di greenwashing, che hanno diverse caratteristiche, diversi impatti e influenzano in modo diverso le percezioni degli stakeholder e quindi sulle loro possibili azioni. Il tipo di comunicazione usata e come questa venga ricevuta, recepita e accolta dagli stakeholder sembra essere il punto chiave per l'approfondimento di questo complesso concetto.

## Effetti psicologici
Poiché lo studio del greenwashing appartiene a un ambito di ricerca psicologica relativamente nuovo, c’è poca unanimità tra gli studi in merito all’impatto che ha sui consumatori e sugli stakeholder. Per via della varietà geografica da cui provengono gli studi, la discrepanza nel comportamento dei consumatori può essere attribuita a differenze culturali o geografiche.

### Effetto del greenwashing sulla percezione del consumatore
Da alcune ricerche è emerso che i prodotti che sono realmente eco sostenibili vengono percepiti in maniera più favorevole rispetto a quelli sottoposti al greenwashing. Durante la valutazione dei prodotti che lo hanno subito, è più probabile che i consumatori percepiscano il prezzo pagato per un prodotto green come un sacrificio. È emerso anche che la percezione dei consumatori nei confronti del greenwashing è mediata dal livello di greenwashing al quale sono stati esposti. Altre ricerche rilevano che alcuni consumatori notano realmente il greenwashing, in particolare se stimano l’azienda o il marchio. Quando i consumatori considerano la pubblicità dei prodotti green credibile, sviluppano una maggiore attitudine positiva nei confronti del marchio, anche quando la pubblicità in questione è stata soggetto di greenwashinng. I consumatori non sono consapevoli del greenwashing in ambito pubblicitario e si fidano delle pubblicità green anche quando sono ingannevoli. In ogni caso, da altre ricerche è emerso che i consumatori particolarmente attenti all’ambiente sono in grado di distinguere più facilmente il marketing green veritiero dal greenwashing; più è grande l'attenzione verso l’ambiente, maggiore sarà la volontà di non fare acquisti da aziende che, secondo il consumatore, hanno utilizzato questa strategia pubblicitaria. Nel passaparola, l’attenzione verso l’ambiente rafforza la relazione negativa che intercorre tra l'intenzione d’acquisto e la percezione di greenwashing.
Secondo i risultati delle ricerche, i consumatori perdono fiducia nelle aziende che fanno greenwashing perché lo considerano un comportamento ingannevole. Se percepiscono che un’azienda può trarre un reale beneficio da un claim di green marketing, allora è più probabile che sia il claim che l’azienda vengano percepiti come genuini.

### Attribuzione del greenwashing
L’impatto sulla percezione del consumatore della pubblicità sostenibile, così come quello del greenwashing, è legato alla consapevolezza del consumatore circa la sua provenienza. Le etichette di sostenibilità possono essere conferite da un’organizzazione esterna o dalla stessa azienda, cosa che desta preoccupazioni, dato che le aziende potrebbero etichettare un prodotto come “verde” o ecosostenibile mettendone in evidenza gli aspetti ambientali positivi e occultando quelli negativi. Anche se i consumatori sanno che le etichette di sostenibilità provengono da enti sia interni che esterni, quelle di enti esterni sono percepite come più affidabili. Dalle ricerche condotte dall’Università di Twente è emerso che vi è la possibilità che le etichette non certificate, o quelle frutto di greenwashing, influiscano comunque sulla percezione del consumatore che le attribuisce ad una scelta interna aziendale. Da altre ricerche che mettono in correlazione teoria dell’attribuzione e greenwashing risulta che spesso i consumatori percepiscono la pubblicità "verde" come greenwashing, considerando questa comunicazione una scelta di comodo dell'azienda. La pubblicità "verde" può ritorcersi contro l'azienda e viene percepita in maniera particolarmente negativa quando la pubblicità stessa o le dichiarazioni dell'azienda non rispecchiano il suo effettivo impegno ambientale.

### Conseguenze per le aziende sostenibili
Dalla maggior parte delle ricerche avvenute in merito a percezione del consumatore, la psicologia e greenwashing è emerso che se le aziende vogliono evitare la connotazione e la percezione negativa derivanti dalle pratiche di greenwashing, laddove si tratta di pubblicità sostenibile o comportamenti ecosostenibili, è opportuno “passare dalle parole ai fatti”. Il marketing verde, l’etichettatura e la pubblicità sono più efficaci quando l'azienda mostra un reale impegno nei confronti dell’ambiente. Ciò viene anche mediato dalla visibilità di tale impegno, il che significa che se i consumatori non sono a conoscenza dell’impegno dell'azienda verso la sostenibilità o della sua etica ambientalista, non riescono a tenere conto di queste caratteristiche durante la valutazione di una determinata azienda o di un prodotto.
Venire a conoscenza di una pratica di greenwashig può rendere il consumatore indifferente o generare sentimenti negativi nei confronti del marketing verde. Questo è un problema per le aziende ecosostenibili, dato che saranno costrette a prendere le distanze dalle affermazioni false. È stato anche ipotizzato che, a causa della sua esperienza negativa con il greewashing, il consumatore possa reagire negativamente anche ad affermazioni veritiere.

### Limiti del greenwashing sulla percezione del consumatore
Le ricerche indicano che la volontà dei consumatori di fare acquisti green diminuisce quando percepiscono che c’è la possibilità che questa caratteristica possa compromettere la qualità del prodotto, rendendo quindi il greenwashing potenzialmente rischioso, anche quando il consumatore o lo stakeholder non è scettico nei confronti della comunicazione green. Le parole e le frasi, spesso utilizzate nella comunicazione green e durante il greenwashing, come “delicato”, possono indurre il consumatore a credere che i prodotti green siano meno efficaci rispetto alle alternative tradizionali.

## Altre tecniche analoghe
Il greenwashing è una tecnica subdola del marketing caratterizzata dal presentare un'immagine aziendale accomodante e schierata a favore della causa ambientalista, allo scopo di far abbassare l'attenzione sugli eventuali difetti del prodotto.
Da "greenwashing" discendono altri neologismi che indicano la stessa condotta aziendale veicolata mediante lo sfruttamento di diverse questioni sociali. Ne sono esempi il pinkwashing che punta ad abbassare l'attenzione sugli eventuali difetti del prodotto, ammaliando l'acquirente con prodotti contrassegnati dal fiocchetto rosa (simbolo della lotta al tumore al seno) o proponendo, più in generale, articoli che sensibilizzino i potenziali consumatori sul tema dell'emancipazione femminile:
- il genderwashing, che tenta di distogliere l'attenzione dalla qualità del prodotto, facendo chiari riferimenti all'abbattimento delle differenze di genere;[29]
- il rainbow washing che invoglia il consumo di merci non molto diverse da quelle proposte dai concorrenti, differenziandole tramite attività promozionali inclusive che raffigurano senza stereotipi il quotidiano omosessuale oppure marchiandole con marche che richiamano il mondo gay attraverso l'uso di colori, immagini, simboli specifici.[30]

Questi metodi di pubblicità ingannevole fanno leva sull'elevata sensibilità per l'ambiente e per le minoranze raggiunta dai consumatori, ma accompagnata dalla mancanza di una reale conoscenza su tali tematiche o da un'ottica distorta, ad esempio, indotta da precedenti azioni di "washing", per cui i consumatori non solo sono ingannati, ma hanno nozioni anche errate sull'ambiente e sulle tematiche sociali.

## Normativa
Negli Stati Uniti l'Agenzia nazionale di protezione ambientale pubblicò nel 1992 una serie di guide per le dichiarazioni di marketing ambientale che definirono le prime regole sul greenwash, soprattutto per le agenzie pubblicitarie.
Nel 1998 il governo britannico pubblicò il Green Claims Code, nel quale vengono definite le regole sui messaggi green e sulle dichiarazioni di prodotto. In Inghilterra le pubblicità vengono esaminate dall’ASA (Advertising Standard Authority) che si occupa di intervenire nei casi considerati greenwashing, costringendo l’azienda a ritirare la pubblicità.
In Canada il Competition Bureau ha creato le linee guida a cui devono attenersi le aziende canadesi per non ingannare i consumatori, pena sanzioni amministrative o penali. Vi si pone l'accento sull’importanza di affermazioni «chiare, specifiche, verificate e sostanziate», ovvero basate sulla norma ISO 14021.
Altri paesi, ad esempio l’Australia e la Francia, usano lo standard ISO, ma le leggi nazionali che ne risultano variano comunque molto da stato a stato.
In Italia non esiste una normativa specifica, perché questo fenomeno non ha ancora avuto la necessaria attenzione. Tuttavia, lo stato italiano fa riferimento alla normativa vigente riguardo alla pubblicità ingannevole. La competenza di valutare se una pubblicità è ingannevole o meno spetta all'Autorità garante della concorrenza e del mercato, mentre l'Autorità per le garanzie nelle comunicazioni ha il duplice compito di garantire la corretta competizione degli operatori sul mercato e quello di tutelare i consumi di libertà fondamentali dei cittadini.
Il Codice di Autodisciplina della Comunicazione Commerciale all’art.2 (Pubblicità ingannevole) afferma che «la pubblicità deve evitare ogni dichiarazione o rappresentazione che sia tale da indurre in errore i consumatori, anche per mezzo di omissioni, ambiguità o esagerazioni palesemente non iperboliche». Qualora venga riscontrata la violazione, il Comitato di controllo può invitare l’inserzionista a modificare la comunicazione commerciale e nei casi più gravi può seguire anche un procedimento ordinario, con l’inoltro di un’istanza.

## Esempi di aziende accusate di greenwashing
Sebbene molti consumatori siano mediamente disposti a pagare un prezzo più alto per comprare prodotti sostenibili, recentemente sono state diverse le aziende ad essere accusuate di aver messo in atto pratiche di greenwashing.
| Data del procedimento | Categoria                  | Tipo di procedimento | Azienda                 | Motivazione | Stato del procedimento |
| --------------------- | -------------------------- | -------------------- | ----------------------- | --- | --- |
| Maggio 2021           | Sacchetti della spazzatura | Azione collettiva    | Hefty                   | Nonostante affermassero che i sacchetti erano adatti a tutti i tipi di rifiuti ricilicabili, in realtà i loro prodotti li contaminavano.                                          | In corso. |
| Ottobre 2020          | Prodotti per la pulizia    | Inchiesta NAD        | Blueland                | Promuovevano i loro prodotti come 100% riciclabili, quando alcuni erano compostabili, non ricilicabili.                                                                           | L'azienda ha rimosso la dicitura "100% ricilicabili", come raccomandato dalla NAD.                                                                       |
| Settembre 2020        | Alimentari                 | Inchiesta ASA        | Quorn Foods             | Travisamento del proprio impegno nella riduzione della carbon footprint. | L'ASA ha imposto alla Quorn di rendere trasparenti le proprie affermazioni sull'ambiente ai consumatori.                                                 |
| Agosto 2020           | Prodotti per la pulizia    | Inchiesta NAD        | Tide Purclean           | Promozione del detergente come 100% di origine vegetale, mentre lo era solo al 75%.                                                                                               | Ritirata ai sensi dell'accordo raggiunto fra le parti.                                                                                                   |
| Maggio 2020           | Prodotti per la pulizia    | Azione collettiva    | Simple green            | Promozione di prodotti definiti non tossici e rispettosi dell'ambiente, in realtà nocivi per esseri viventi e ambiente.                                                           | Ritirata ai sensi dell'accordo raggiunto fra le parti.                                                                                                   |
| Maggio 2020           | Prodotti per la pulizia    | Azione collettiva    | Krud Kutter             | Promozione di prodotti definiti non tossici e rispettosi dell'ambiente, in realtà nocivi per esseri viventi e ambiente.                                                           | In corso. |
| Maggio 2020           | Prodotti per la pulizia    | Azione collettiva    | Method                  | Promozione di prodotti definiti non tossici, quando in realtà lo erano per esseri viventi ambiente.                                                                               | Annullamento volontario senza pregiudizio. |
| Maggio 2020           | Alimentari                 | Azione collettiva    | Windex vinegar          | Promozione di prodotti definiti non tossici e rispettosi dell'ambiente, in realtà nocivi per esseri viventi e ambiente.                                                           | In corso. |
| Maggio 2020           | Alimentari                 | Azione collettiva    | Windex                  | Promozione di prodotti definiti non tossici e rispettosi dell'ambiente, quando in realtà erano nocivi per esseri viventi e ambiente.                                              | In corso. |
| Settembre 2019        | Pentole                    | Azione collettiva    | Greenpan                | Sosteneva che le stoviglie erano rispettose dell'ambiente, mentre erano composte da un metallo non biodegradabile.                                                                | Accordo raggiunto. |
| Aprile 2019           | Alimentari                 | Azione collettiva    | Nestlé                  | Sosteneva che il cioccolato proveniva da fonti sostenibili, mentre nella filiera aziendale del cacao non era in vigore nessuno standard ambientale.                               | Annullamento senza pregiudizio. |
| Marzo 2018            | Automobili                 | Azione collettiva    | BMW                     | Utilizzo di software che falsificava le emissioni dei motori diesel per promuovere i veicoli come ecologici e rispettosi dell'ambiente.                                           | In corso. |
| Inizio 2018           | Automobili                 | Azione collettiva    | Ford                    | Utilizzo di software che falsificava le emissioni al fine di promuovere i veicoli come ecologici e rispettosi dell'ambiente.                                                      | In corso. |
| Maggio 2017           | Caffè                      | Inchiesta NAD        | Kauai                   | Faceva credere che le cialde fossero al 100% compostabili, mentre sull'etichetta c'era scritto che la decomposizione poteva avvenire solo in "edifici industriali".               | Seguendo le raccomandazioni della NAD, l'azienda ha deciso di comunicare che le cialde del caffè non erano certificate per la concimazione del giardino. |
| Luglio 2016           | Automobili                 | Azione collettiva    | Chevrolet               | Utilizzo di software che falsificavano le emissioni al fine di promuovere i veicoli diesel come ecologici e rispettosi dell'ambiente.                                             | In corso. |
| Marzo 2016            | Batterie                   | Inchiesta NAD        | LEI                     | Sosteneva che le batterie erano a impatto zero, senza fornire informazioni su quando le emissioni erano o sarebbero state ridotte.                                                | Appello alla FTC |
| Inizio 2016           | Automobili                 | Azione collettiva    | Mercedes-Benz           | Utilizzo di software che falsificavano le emissioni al fine di promuovere i veicoli diesel come ecologici e rispettosi dell'ambiente.                                             | Accordo raggiunto. |
| 2016                  | Tabacco                    | Azione collettiva    | Natural American Spirit | Promozione del tabacco come sostenibile, insieme alle dichiarazioni false che inducevano a pensare che il tabacco naturale fosse meno nocivo delle sigarette ordinarie.           | In corso |
| Fine 2015-Inizio 2016 | Automobili                 | Azione collettiva    | Volkswagen/Audi         | Utilizzo di software che falsificava i dati sulle emissioni al fine di promuovere i veicoli diesel come ecologici e rispettosi dell'ambiente.                                     | In corso (accordi raggiunti solo in parte.) |
| Aprile 2015           | Dentifricio                | Azione collettiva    | Freshmates              | Promozione delle salviette rinfrescanti come lavabili, mentre non erano adatte per lo scarico del water.                                                                          | Accordo raggiunto. |
| Aprile 2015           | Frutta                     | Azione collettiva    | Rainforest              | Rappresentazione ingannevole di sostenibilità dei prodotti che certificava, come le banane Chiquita.                                                                              | Accordo raggiunto. |
| Inizio 2015           | Parchi acquatici           | Azione collettiva    | Seaworld                | Sosteneva di creare un ambiente piacevole, interessante e stimolante per le proprie orche assassine, mentre gli animali vivevano in condizioni di vita insalubri e di sofferenza. | Rigettata. |
| Ottobre 2013          | Alimentari                 | Esposto della FTC    | Nature's Own            | Promozione dei propri prodotti come biodegradabili, compostabili e riciclabili senza prove scientifiche affidabili e di qualità, in violazione del benestare della FTC.           | Accordo raggiunto. |
| Giugno 2013           | Termostati                 | Inchiesta NAD        | Nest                    | Sosteneva che gli altri termostati programmabili sprecavano energia (e che quindi erano meno eco-friendly) senza sufficienti prove.                                               | Nest ha concordato, sotto consiglio di NAD e di altri, di non fare più affermazioni del genere.                                                          |

### Le accuse ad ENI

#### The Luangwa Community Forests Project
Nel 2014, nella valle del fiume Luangwa, BioCarbon Partners ha promosso il progetto Luangwa Community Forests. La valle zambiana è stata scelta perché è una delle aree del paese che, a causa della diffusione di pratiche agricole non sostenibili, ha uno dei tassi di deforestazione più alti del paese. Il progetto consiste nel proteggere la valle grazie ad una serie di investimenti infrastrutturali locali e fa parte di un importante progetto di decarbonizzazione dell’area, avviato nel 2007 dalle Nazioni Unite. Al progetto zambiano ha partecipato anche ENI, con l’acquisto di credito di carbonio per compensare un totale di 1,5 milioni di tonnellate (Mton) di anidride carbonica.
Le accuse di greenwashing nascono dal fatto che in realtà la quantificazione dei crediti è un processo difficile e aleatorio, soprattutto quando le condizioni ambientali nelle quali viene effettuato il calcolo sono diverse da quelle stabilite inizialmente. A questa conclusione è arrivata anche Greenpeace, dopo la pubblicazione di un’inchiesta interna.
Secondo l'organizzazione, le stime dichiarate da ENI circa il progetto sarebbero eccessive rispetto a quelle reali, soprattutto perché effettuate senza tenere conto della differente densità abitativa della Luangwa Community Forests, molto più alta di quella stimata da ENI. Un calcolo a ribasso della densità abitativa comporta una percentuale di deforestazione più bassa rispetto a quella reale.
Secondo ENI, il tasso di deforestazione annuo preso in considerazione dal progetto è stimato attorno al 2,5%, mentre secondo un rapporto della FAO pubblicato nel 2020 lo stesso tasso ammonta allo 0,42%. Le critiche di Greenpeace non si fermano qui: secondo l’organizzazione, anche la stima di anidride carbonica assorbita da ENI durante il progetto è stata gonfiata: per ottenere una riduzione simile a quella promessa (40 milioni di tonnellate), ENI avrebbe bisogno di un’area grande 13 volte rispetto a quella in Zambia.

#### Pubblicità ingannevole
Sempre ENI, il 15 gennaio 2020, è stata multata dal Garante della concorrenza per “pratica commerciale ingannevole”. L’accusa fa riferimento alla pubblicità di ENIdiesel+, nella quale veniva dichiarato che con il carburante in questione le emissioni gassose sarebbero state ridotte del 40%. La sentenza, che ha comportato per l'ENI una sanzione di 5 milioni di euro, è il risultato di un’inchiesta del 2019, pubblicata da “La nuova ecologia”.